# برج دیده‌بانی شروین باوند
برج دیده بانی شروین باوند مربوط به دوره ساسانیان - دوران‌های تاریخی پس از اسلام است و در بخش مرکزی شهرستان سوادکوه، روستای باغ سرخ‌آباد واقع شده و این اثر در تاریخ ۲۴ اسفند ۱۳۸۳ با شمارهٔ ثبت ۱۱۵۳۳ به‌عنوان یکی از آثار ملی ایران به ثبت رسیده است.